# 台北電影獎觀眾票選
台北電影獎觀眾票選是由臺北市政府文化局的臺北市文化基金會在臺灣台北電影節舉辦的獎項。

## 得獎名單
| 年份 （屆次）   | 片名                   | 備註                                                                        |
| --------------- | ---------------------- | --------------------------------------------------------------------------- |
| 2004 （第6屆）  | 《海洋熱》             |                                                                             |
| 2005 （第7屆）  | 《翻滾吧！男孩》       |                                                                             |
| 2006 （第8屆）  | 《一年之初》           |                                                                             |
| 2007 （第9屆）  | 《愛的麵包魂》         | - 為高志宏主演的電視版 - 觀眾票選第二名為《盛夏光年》，第三名為《寶島曼波》 |
| 2008 （第10屆） | 《情非得已之生存之道》 |                                                                             |
| 2009 （第11屆） | 《一席之地》           |                                                                             |
| 2010 （第12屆） | 《第36個故事》         |                                                                             |
| 2011 （第13屆） | 《翻滾吧！阿信》       |                                                                             |
| 2012 （第14屆） | 《逆光飛翔》           |                                                                             |
| 2013 （第15屆） | 《一首搖滾上月球》     |                                                                             |
| 2014 （第16屆） | 《KANO》               |                                                                             |
| 2015 （第17屆） | 《太陽的孩子》         | 該年因主辦單位漏發《百日告別》場次票選單，故該片不在票選名單之列            |
| 2016 （第18屆） | 《樓下的房客》         |                                                                             |
| 2017 （第19屆） | 《徐自強的練習題》     | 觀眾票選第二名為《白蟻》，第三名為《大佛普拉斯》                            |
| 2018 （第20屆） | 《幸福路上》           |                                                                             |
| 2019 （第21屆） | 《前進》               | 觀眾票選第二名為《傻傻愛你，傻傻愛我》，第三名為《大餓》                    |
| 2020 （第22屆） | 《下半場》             | 觀眾票選第二名為《男人與他的海》，第三名為《親愛的房客》                    |
| 2021 （第23屆） | 《無聲》               | 觀眾票選第二名為《消失的情人節》，第三名為《聽見歌 再唱》                   |
| 2022 （第24屆） | 《神人之家》           | 觀眾票選第二名為《金門留念》，第三名為《該死的阿修羅》                      |
| 2023 （第25屆） | 《山椒魚來了》         |                                                                             |
| 2024 （第26屆） | 《老狐狸》             |                                                                             |

## 外部連結
- 官方网站（中文）（英文）
- 台北電影節的Facebook專頁
- 台北電影節的Instagram帳戶
- YouTube上的台北電影節頻道